# Hôtel de ville de Jakarta

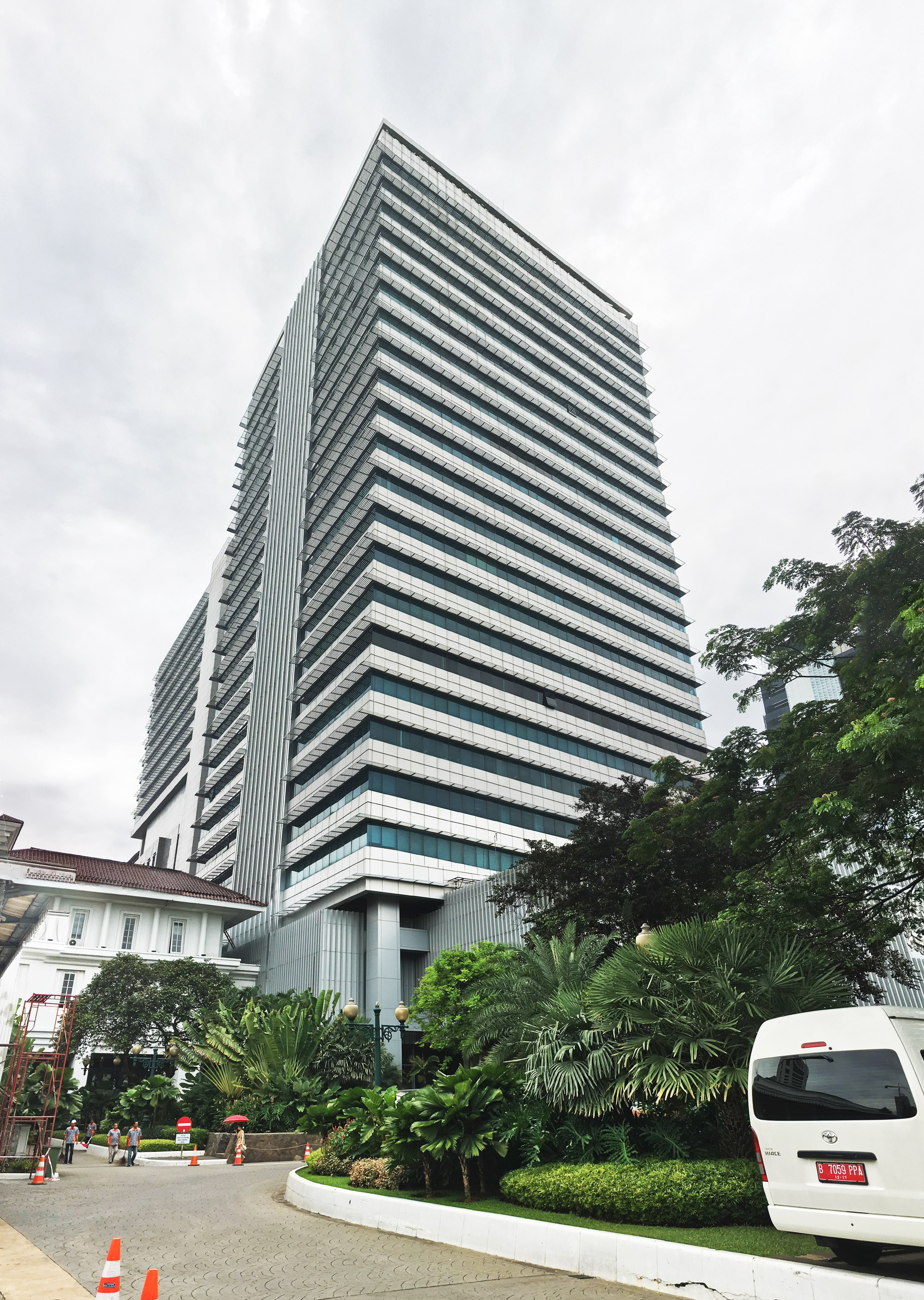
L'immeuble G.

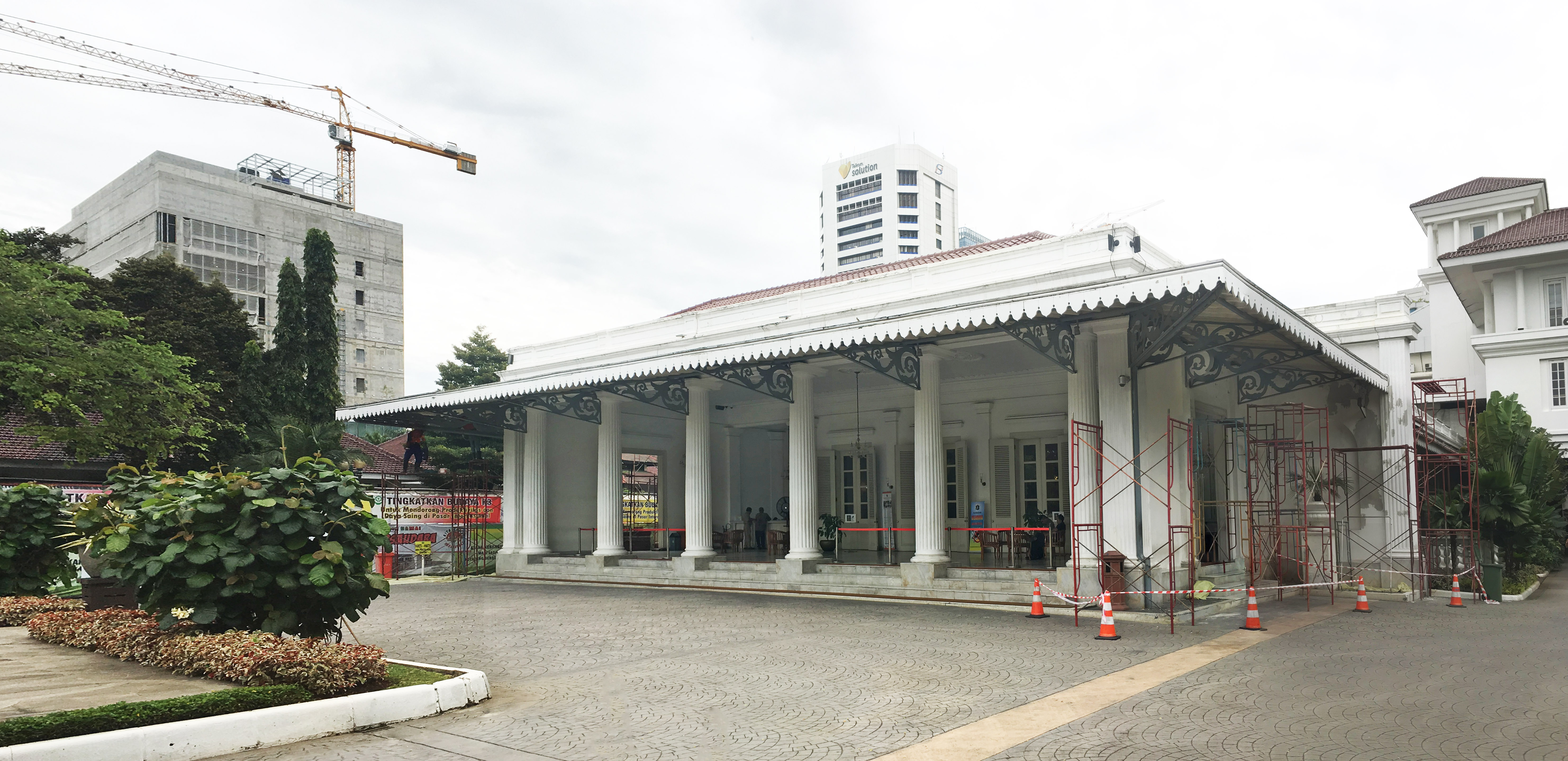
Le bureau du gouverneur, construit à l'époque de la colonisation néerlandaise.

L'hôtel de ville de Jakarta est située au sud de la place Merdeka. Elle est le siège du pouvoir politique de Jakarta, la capitale indonésienne.
Le premier bâtiment a été construit au XIXe siècle en suivant l'architecture coloniale typique des Indes orientales néerlandaises. Un immeuble, l'immeuble G, lui a été adjoint en 1972.